# كونت مونتي كريستو (فلم 2002)
كونت مونتي كريستو (بالإنجليزية: The Count of Monte Cristo) (بالفرنسية: Le Comte de Monte-Cristo) فيلم من إنتاج عام 2002 يستند إلى رواية تحمل نفس الاسم, من تأليف ألكسندر دوما. الفيلم من إخراج كيفن رينولدز ومن بطولة جيمس كافيزل بدور (إدموند دانتز) وداجمارا دومينزك بدور (ميرسيدس) وجاي بيرس بدور (فيرناند مونديجو). الفيلم حقق نجاحا كبيرا وبلغت عائداته 54 مليون دولار. ويحكي قصة البحار الفقير (إدموند دانتز) الذي يخطط للزواج من حبيبة الجميلة (ميرسيدس) ولا يعلم بأن صديقة الحميم (فيرناند مونديجو) يرغب أيضا في الزواج منهاوخطط بالتعاون مع صديقه فيلفورت (جيمس فرين) لتوريط إدموند بجريمة لم يقترفها. يسجن (إدموند) في سجن (شاتو ديف) لسنين عديدة يخطط فيها للانتقام ضد من خانه وبمساعده من صديقة بالسجن يهرب ويلتقي بمجموعة من القراصنة فيعثروا على كنز ليتحول (إدموند) من بحار فقير إلى كونت مونتي كريستو الغني وينتقم لنفسه.

## وصلات خارجية
- كونت مونتي كريستو على موقع IMDb (الإنجليزية)
- كونت مونتي كريستو على موقع ميتاكريتيك (الإنجليزية)
- كونت مونتي كريستو على موقع روتن توميتوز (الإنجليزية)
- كونت مونتي كريستو على موقع نتفليكس (الإنجليزية)
- كونت مونتي كريستو على موقع قاعدة بيانات الأفلام العربية
- كونت مونتي كريستو على موقع ألو سيني (الفرنسية)
- كونت مونتي كريستو على موقع Turner Classic Movies (الإنجليزية)
- كونت مونتي كريستو على موقع أول موفي (الإنجليزية)
- كونت مونتي كريستو على موقع بوكس أوفيس موجو (الإنجليزية)
- كونت مونتي كريستو على موقع فيلمافينيتي (الإسبانية)